# Alina Treiger

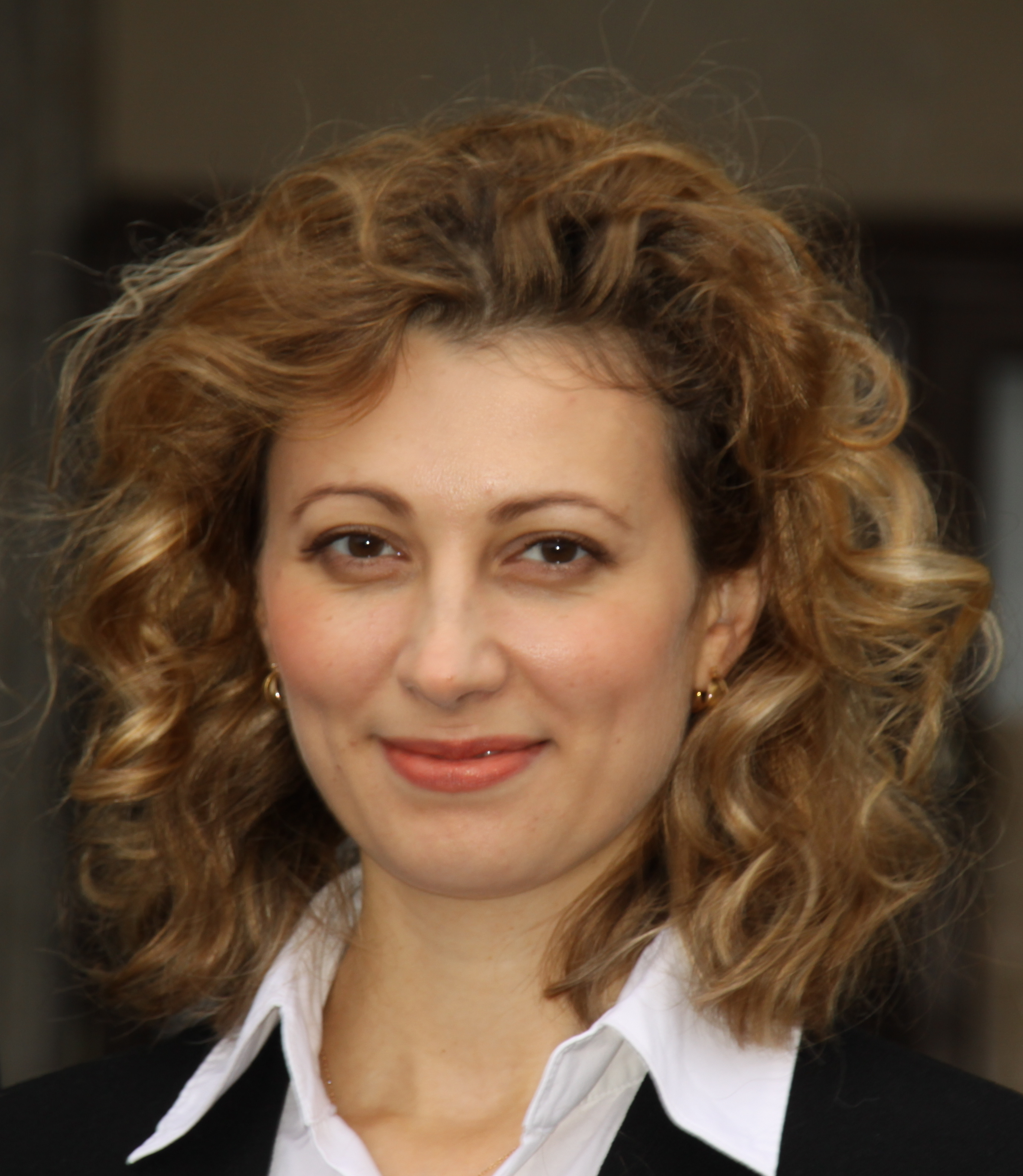
Alina Treiger (2010)

Alina Treiger (* 8. März 1979 in Poltawa, Ukrainische SSR, Sowjetunion) ist eine deutsche liberale Rabbinerin und Landesrabbinerin von Hamburg.

## Leben
Alina Treiger wurde in der Ukraine geboren und wuchs in einem jüdischen Milieu in Poltawa auf. Ihr Vater ist Jude, durfte nicht studieren und arbeitete infolgedessen in einer Fabrik. Ihre Mutter, eine studierte Lebensmitteltechnikerin, wirkte in der jüdischen Gemeinde mit, trat ihr aber erst 2013 bei. Alina Treiger, die sich seit ihrer Kindheit als Jüdin verstand, wurde als Jugendliche in die jüdische Gemeinde aufgenommen. Sie nahm an Jugendaktivitäten und jüdischen Sommerlagern teil und reiste 1998 mit der Jewish Agency nach Israel. Treiger studierte zunächst Musik und wurde schließlich am Machon der World Union for Progressive Judaism (WUPJ) in Moskau zwei Jahre lang zur Gemeindearbeiterin ausgebildet. Mit 21 Jahren gründete sie in Poltawa die liberale jüdische Gemeinde Beit Am.
Im Jahr 2002 kam Treiger dank der Vermittlung durch die WUPJ nach Berlin und ließ sich am Abraham-Geiger-Kolleg der Universität Potsdam für das Rabbinat ausbilden. Das Kolleg ist Mitglied der WUPJ und ermöglicht auch Frauen eine akademische Ausbildung zur Rabbinerin und zur Kantorin. In ihrer Abschlussarbeit schrieb Treiger über Erziehung zu Mizwot – oder der Status des Kindes in der Halacha. Neben dem Magisterstudiengang Jüdische Studien studierte sie Religionswissenschaft und Psychologie. Außer ihrer Muttersprache Ukrainisch spricht sie Russisch, Hebräisch, Englisch und Deutsch.
Am 4. November 2010 wurde Alina Treiger in der Synagoge Pestalozzistraße in Berlin-Charlottenburg, gemeinsam mit zwei männlichen Kommilitonen, zur Rabbinerin ordiniert. Ihr Ordinationsspruch lautet: „Denn dies ist dir sehr nah, es in deinem Munde und deinem Herzen zu tun“ (5. Buch Mose 30:14). Bei der Ordinationsfeier waren auch Bundespräsident Christian Wulff und die Präsidentin des Zentralrats der Juden in Deutschland, Charlotte Knobloch, sowie Rabbiner und Rabbinerinnen aus dem In- und Ausland anwesend. Treiger ist seit der Shoa die erste in Deutschland ordinierte Rabbinerin und die zweite Rabbinerin überhaupt, die in Deutschland ausgebildet worden ist. Die erste Rabbinerin, Regina Jonas, wurde 1935 ordiniert, war ab 1937 in der Jüdischen Gemeinde zu Berlin tätig und wurde 1944 in Auschwitz ermordet. Von 1995 bis 2004 leitete die Schweizer Rabbinerin Bea Wyler die Jüdische Gemeinde zu Oldenburg.
Alina Treiger betreute von 2010 bis 2024 die Jüdische Gemeinde zu Oldenburg und die jüdische Gemeinde Delmenhorst, denen 468 Mitglieder (Stand 2022) angehören. Sie war mit einem ehemaligen Kommilitonen verheiratet und ist Mutter von zwei Kindern. Am 27. März 2011 wurde sie im Rahmen einer feierlichen Zeremonie in Oldenburg in ihr Amt eingeführt. Der niedersächsische Landesrabbiner Jonah Sievers überreichte ihr die Oldenburger Thorarolle.
Rabbinerin Alina Treiger ist seit dem 1. Oktober 2024 zur Landesrabbinerin von Hamburg durch den Israelitischen Tempelverband zu Hamburg, der Liberalen Jüdischen Gemeinde in Hamburg ernannt worden. Sie ist die erste Frau in Deutschland, die zur Landesrabbinerin ernannt wurde.